# Pierre-Henri Teitgen

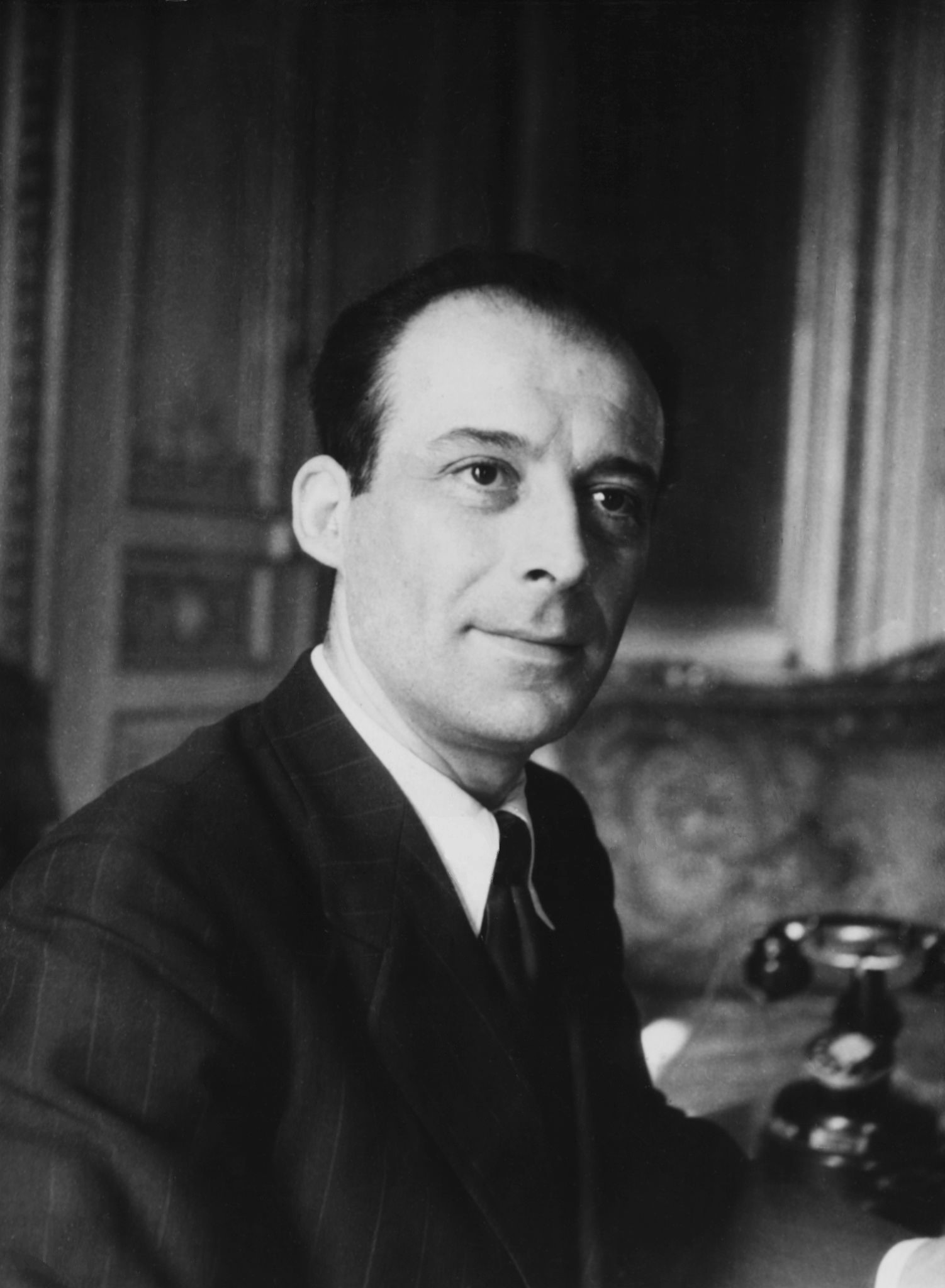
Pierre-Henri Teitgen omstreeks 1945

Pierre-Henri Teitgen (Rennes, 29 mei 1908 - Parijs, 6 april 1997) was een Frans christendemocratisch politicus.

## Biografie
Pierre-Henri Teitgen studeerde rechten en was jurist. In 1940 werd hij door de Duitsers krijgsgevangengenomen. Nadat hij vrij was gekomen, speelde hij een belangrijke rol in het verzet tegen de Duitse bezetter.
Pierre-Henri Teitgen was in 1944 een van de oprichters van de christendemocratische Mouvement Républicain Populaire (MRP, Republikeinse Volksbeweging) en van het dagblad Le Monde ("De Wereld"). Van 1945 tot 1958 was hij voor het departement Ille-et-Vilaine lid van de Franse Nationale Vergadering (Assemblée Nationale).
Pierre-Henri Teitgen was van 1944 tot 1945 minister van Informatie in het kabinet van premier Charles de Gaulle. Van 1945 tot 1946 was hij minister van Justitie en Grootzegelbewaarder. In die hoedanigheid was hij verantwoordelijk voor de berechting van oorlogsmisdadigers en leden van het collaborerende Vichy-regime. Hij was vicepremier in 1947, in 1948 en van 1953 tot 1954; van 1947 tot 1948 was hij minister van Gewapende Strijdkrachten. Teitgen was van 1949 tot 1950 nogmaals minister van Informatie en beheerde van 1955 tot 1956 beheerde hij het departement van Franse Overzeese Gebieden.
Van 1952 tot 1956 was Teitgen voorzitter van de MRP. In 1958 was hij lid van het Raadgevende Constitutionele Comité, dat assisteerde bij het opstellen van de grondwet van Vijfde Franse Republiek. Ofschoon aanvankelijk aanhanger van De Gaulle, distantieerde hij zich later van de president en diens ideeën en werd een criticus van de president en diens beleid. In 1965 steunde hij de kandidatuur van de socialist Gaston Defferre voor het presidentschap.

## Europees Verdrag voor de Rechten van de Mens
Onder Teitgens leiding werd in 1949 besloten tot het opstellen van het Europees Verdrag voor de Rechten van de Mens. Pierre-Henri Teitgen werd in september 1976 benoemd tot lid van het Europees Hof voor de Rechten van de Mens. Hij overleed op 88-jarige leeftijd. Zijn zoon, Francis Teitgen, is hoofdredacteur van de Bretonse en Christendemocratische krant L'Oust-Éclair.

## Ministersposten
- Minister van Informatie (10 september 1944 - 30 mei 1945, 29 oktober 1949 - 2 juli 1950)
- Minister van Justitie en Grootzegelbewaarder (30 juni 1945 - 16 december 1946)
- Vicepremier (Vice-Président du Conseil) (4 mei - 22 oktober 1947, 26 juli - 5 september 1948, 28 juni 1953 - 12 juni 1954)
- Minister van Gewapende Strijdkrachten (22 oktober 1947 - 26 juli 1948)
- Minister van Franse Overzeese Gebieden (23 februari 1955 - 1 februari 1956)

## Onderscheidingen
- Grootofficier in het Legioen van Eer
- Compagnon de la Libération
- Grootkruis in de Nationale Orde van Verdienste
- Croix de Guerre 1939-45
- Verzetsmedaille
- Médaille des Evadés